# فاكسهولم
فاكسهولم (Vaxholm) هي مدينة ومنطقة حضرية ومركز بلدية فاكسهولم في مقاطعة ستوكهولم في السويد.
يشار إلى فاكسهولم على أنها مدينة لأسباب تاريخية، مع العلم أن تعداد السكان فيها سنة 2020 كان حوالي 6050 نسمة.